# CRP
C-Reaktivt Protein, forkortet CRP er et protein, der cirkulerer i blodets plasma og kaldes derfor for et plasmaprotein. Hos raske mennesker er koncentrationen af CRP i blodet meget lav, men ved en akut infektion øges koncentrationen kraftigt. Hvis der er mistanke om, at en patient har en infektion, kan lægen ved en blodprøve måle et infektionstal. Infektionstallet er bl.a. et udtryk for mængden af CRP i blodet. .

## Historie og navngivning
CRP blev oprindeligt opdaget af Tillet og Francis i 1930 som en serumsubstans i patienter med akut inflammation, der reagerede med pneumococcus' C-polysaccharid.

## Funktion
CRP er en del af det medfødte immunsystem, der er et tidligt forsvarssystem mod infektioner. CRP produceres i leveren, og normalt er plasmakoncentrationen af CRP forsvindende lille (<1 mg/L). Ved en akut infektion øges koncentration i plasmaet voldsomt, og derfor benævnes CRP også som et akutfaseprotein. For akutfaseproteinerne gælder det at CRP-koncentrationen i blodet er den hurtigst stigende ved en infektion. CRP anslås at assistere med komplement-bindingen til fremmede og beskadigede celler, hvilket påvirker den humorale respons mod sygdomme. CRP-koncentrationen i plasma kan stige til over 200 mg/L ved infektiøse og inflammatoriske tilstande, f.eks. meningitis.

## Diagnostisk værdi
CRP anvendes i praksis som en inflammationsmarkør. Ved at måle CRP-værdier, kan lægen opnå et overblik over en sygdoms progression. Blod, samlet i et serum-adskillende rør, analyseres i et medicinsk laboratorium eller direkte ved diagnosetidspunktet. Forskellige analytiske målemetoder for CRP findes, bl.a. ELISA, rapid immunodiffusion og visuel agglutinering. Virale infektioner giver, som en tommelfingerregel, lavere CRP-værdier end bakterielle infektioner.

## Rolle i hjertesygdomme
Nyere forskning antyder, at patienter med forhøjede basalniveauer (dvs. uden inflammation) af CRP er disponerede for forhøjet blodtryk og hjertesygdomme. En undersøgelse af 700 sygeplejesker viste, at dem, som havde det højeste indtag af transfedtsyrer havde et 73% højere CRP-niveau end dem med det laveste indtag. Selvom en forskergruppe indikerede at CRP kun er en moderat risikofaktor for hjertesygdomme, har andre vist at CRP-hæmning, fx med NSAID'er (bl.a. Aspirin, Ibuprofen) er en sikker og effektiv terapi mod hjertesygdomme.[kilde mangler]

## Rolle i tyktarmskræft
CRP's rolle i tyktarmskræft er ikke velkendt. Visse organer viser en højere kræftrisiko når de kronisk er inflammerede. Blodprøver hos folk med tyktarmskræft viser et gennemsnitligt CRP på 2,69 mg/l. Personer uden tyktarmskræft gennemsnitligt 1,97 mg/l. Disse resultater stemmer overens med tidligere studier, som indikerede at behandling med NSAID formindsker risikoen for tyktarmskræft.[kilde mangler]